# Kuchyně Vánočního ostrova

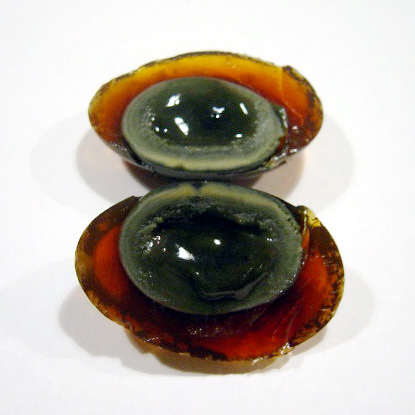
Stoleté vejce

Kuchyně Vánočního ostrova (anglicky: Christmas Island cuisine) je kombinací australské kuchyně a asijské kuchyně (především pak malajské a indonéské). Vánoční ostrov je totiž součástí Austrálie, ale většina obyvatel je malajského původu.
Většina surovin je dovážena v konzervované podobě z Austrálie a Malajsie, přímo na ostrově se jich vypěstuje jen velmi málo. Pěstuje se ale trochu zeleniny, tropického ovoce, tapioky nebo se chovají kuřata. Dříve se na jídlo lovili i palmoví krabi, nyní se ale řadí mezi ohrožené druhy a jejich lov je zakázán. Na Vánočním ostrově se nachází 10 restaurací.
Mezi typické pokrmy z Vánočního ostrova patří stoletá vejce na čínský způsob (která si místní připravují z domácích vajec), nakládaná vejce, chléb roti chanai nebo Ayam Panggang (kuřecí maso v citronové kari omáčce).